# Столото
Столото — лотерейный бренд и до 2018 года одноименная компания, которая была переименована в АО ТК «Центр». На 2023 год является крупнейшим, но не единственным распространителем государственных лотерей России. Основан в 2012 году Арменом Саркисяном и на 2023 год входит в его многопрофильный холдинг S8 Capital.
Под брендом «Столото» распространяются билеты государственных лотерей, которые проводятся операторами лотерей АО «ГСЛ» и ООО «Спортлото». Организаторами лотерей, распространяемых «Столото», выступают Министерство Спорта Российской Федерации и Министерство финансов Российской Федерации.
На сентябрь 2022 года у «Столото» было 70 тысяч точек продаж.
Под брендом «Столото» распространяются лотереи «Русское лото», «Спортлото», которые в 2022 году были признаны Роспатентом общественными товарными знаками.

## История
В 2012 году Армен Саркисян основал компанию «Столото».
В декабре 2013 года были приняты поправки в закон «О лотереях», запретивший все частные лотереи. В 2014 году в России на рынке остались только 7 тиражных и 10 бестиражных государственных лотерей, организаторами которых стали Минфин и Минспорт. На конкурсной основе были отобраны операторы лотерей — компании «Спортлото» и Акционерное общество «ГСЛ», распространитель обеих — «Столото» — стал, таким образом, единственным на тот момент распространителем лотерей в России.
В 2015 году ЗАО «Интерлот» обвинило «Столото» в незаконном использовании запатентованной технологии розыгрыша денежных призов. «Столото» утверждало, что никогда не использовало изобретение. Суд запретил «Столото» использовать изобретение ЗАО «Интерлот» по патенту №2385495, — в удовлетворении остальной части требований было отказано.
17 мая 2018 года компания «Столото» переименована в Акционерное Общество «Технологическая Компания „Центр“».
7 августа 2020 года технологическая компания «Центр», зарегистрировала телеканал под названием «Столото ТВ».
В 2021 году «Столото» присоединилось к системе налогового мониторинга, после чего деятельность компании стала беспрерывно контролироваться ФНС в режиме онлайн.
На 2021 год «Столото» состояло во Всемирной (WLA) и Европейской (EL) лотерейных ассоциациях. В марте 2022 года EL и WLA приостановили членство всех организаций из России и Беларуси в связи с Вторжением России на Украину.
В 2021 году «Столото» через суд потребовало у российской «дочки» Google вернуть приложение «Столото» в Google Play. Ранее компания удаляла данное приложение, ссылаясь на свою политику в отношении азартных игр. При этом лотерейная деятельность в России отделена от азартных игр и регулируется отдельным законом №138-ФЗ «О лотереях». По комментариям «Столото», Google не применял ограничения, которые распространяются на российское лотерейное приложение, к другим зарубежным компаниям. В феврале 2023 года суд обязал вернуть приложение «Столото» в Google Play.
С 1 сентября 2022 года билеты лотерей «Столото» перестали продаваться через «Почту России» (40 тыс. отделений). Несмотря на сокращение в 36%, количество точек распространения «Столото» составило около 70 тысяч.

## Деятельность

### Распространение лотерей
Под брендом «Столото» распространяется 7 тиражных всероссийских государственных лотерей и 10 бестиражных всероссийских государственных лотерей.
В тиражных лотереях победители определяются в ходе проведения регулярных розыгрышей. В бестиражных (моментальных) лотереях участник узнает о выигрыше сразу после выявления нанесенных на лотерейный билет скрытых надписей, рисунков, чисел или символов.
За 2021 год целевые отчисления в бюджет от продажи лотерейных билетов, распространяемых под брендом «Столото», составили 2,6 млрд рублей.
Согласно ст. 10 закона «О лотереях», в призовой фонд направляется от 50 до 70% выручки от проведения лотереи (в зависимости от утвержденных организатором условий лотереи). Совокупная сумма разыгранных выигрышей в гослотереях под брендом «Столото» на конец 2021 года составила более 167 млрд рублей.
С 2014 года все лотереи в России организовывает государство, которое контролирует проведение розыгрышей, продажу лотерейных билетов, выплату выигрышей и перечисление в бюджет РФ целевых отчислений на развитие физкультуры и спорта, что является требованием закона «О лотереях».

### Технологии
По информации компании на 2022 год IT-инфраструктура «Столото» насчитывала более 140 систем, позволяя проводить в сутки около 600 тиражей и выплачивать более 500 тысяч выигрышей. Собственная процессинговая система «Столото» может обработать до 800 сквозных финансово значимых процессов в секунду.
На март 2023 года АО «ТК «Центр» внесено в реестр аккредитованных организаций Министерства цифрового развития, осуществляющих деятельность в области информационных технологий.